# Biblioteca Apostolică Vaticană

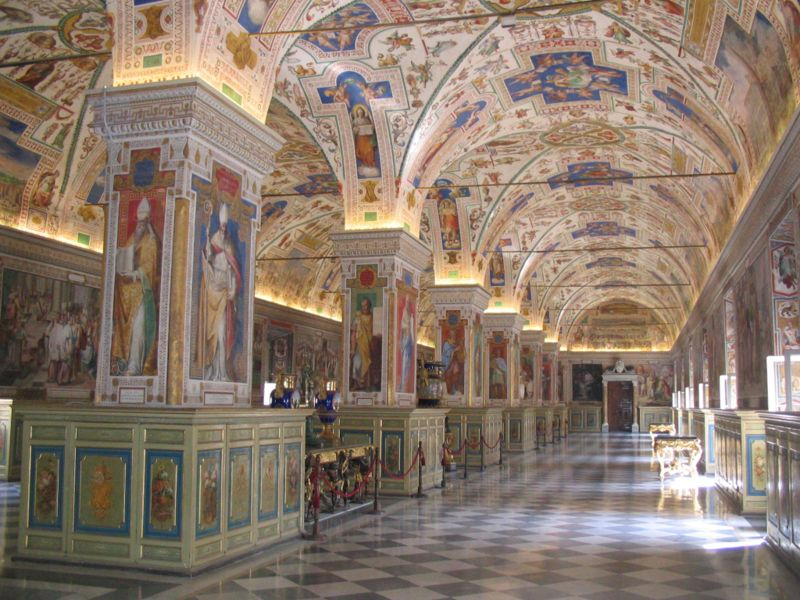
Salonul Sixtin, sediul Bibliotecii Apostolice Vaticane

Biblioteca Apostolică Vaticană (în latină: Bibliotheca Apostolica Vaticana, iar în mod curent, în limba română, Biblioteca Vaticană) este biblioteca de stat, publică, a Sfântului Scaun, în prezent situată în Vatican. Este una dintre cele mai vechi biblioteci din lume si conține una dintre cele mai importante colecții de texte istorice. Fondată oficial în 1475, deși, în realitate este mult mai veche, ea are 75.000 de codice  din întreaga istorie.
Din iulie 2007, biblioteca a fost temporar închisă pentru renovare și redeschisă în septembrie 2010.
Biblioteca este, în mod continuu, alimentată în calitate de bibliotecă universală, dar rămâne celebră prin colecțiile sale de manuscrise din toate epocile.
Scopul său este „să conserve cărțile și manuscrisele, actele suveranilor pontifi și ale dicasterelor Curiei Romane, și să le transmită, prin secole”, și mai ales „să pună la dispoziția Sfântului Scaun și a cercetătorilor din lumea întreagă tezaurele de cultură și artă” al căror sipet este (Ioan Paul al II-lea).

## Colecții
Printre piesele cele mai faimoase ale Bibliotecii Vaticane se află Codex Vaticanus, cel mai vechi manuscris al Bibliei cunoscut.
Biblioteca Apostolică Vaticană conține astăzi:
- 1.600.000 cărți vechi și moderne;
- 8.300 de incunabule (dintre care, 65 pe pergament);
- 150.000 de codice manuscrise și documente de arhivă;
- 300.000 de monede și medalii;
- circa 20.000 de obiecte de artă.

Din 1985 există un catalog informatic.
O parte din obiectele Bibliotecii Apostolice Vaticane sunt expuse în prezent în Muzeul Bibliotecii Apostolice Vaticane al Muzeelor Vaticane.
Accesul în Biblioteca Apostolică Vaticană este permis doar docenților și cercetătorilor universitari.

## Prefecți
În secolul al XVII-lea prefectul bibliotecii a fost filologul grec Leon Allatios, anterior director al bibliotecii colegiului Sfântul Atanasie.